# شب، سکوت، کویر
شب، سکوت، کویر یک آلبوم موسیقی سنتی ایرانی است با آهنگسازی کیهان کلهر و با صدای محمدرضا شجریان که در سال ۱۳۷۳ ضبط موسیقی آن و در سال ۱۳۷۶ ضبط آواز و تدوین آن صورت گرفت و نهایتاً در آذرماه سال ۱۳۷۷ منتشر شد.
این آلبوم در آواز دشتی بوده و توسط کیهان کلهر آهنگ‌سازی و تنظیم شده‌است. بیشتر ترانه‌های این آلبوم بر اساس موسیقی مقامی شمال خراسان است. کیهان کلهر در گفت‌وگویی با بهرنگ تنکابنی در مورد همکاری با محمدرضا شجریان در این آلبوم گفته‌است: «من از قبل آقای شجریان را می‌شناختم. هیچ‌وقت فرصت همکاری پیش نیامده بود ولی همدیگر را می‌شناختیم. هر وقت هم که ایشان به کانادا تشریف می‌آوردند، همدیگر را می‌دیدیم. ایشان از فعالیت‌های من خبر داشتند. در ملاقاتی که پس از مدت‌ها در تهران با ایشان داشتم، استاد از کارهای من جویا شدند که من خبر از ضبط این مجموعه دادم. پس از آنکه جزئیات کار را برایشان تعریف کردم، خیلی ابراز علاقه کردند که بخش‌هایی از کار را بشنوند. روزی با هم قرار گذاشتیم تا کار را تا همان مرحلهٔ قبل از میکس که ضبط کلی بود، برایشان پخش کنم. آقای شجریان خیلی خوشش آمد. درک او از کار و هوش بسیار بالایش به کار کمک کرد. با اینکه کار نصفه‌ونیمه ضبط شده بود و خیلی از بخش‌های کار را فقط برای ایشان تعریف کردم، ایشان ذهنیت مرا کاملاً فهمید و کاملاً مانند موسیقی‌دان حرفه‌ای با کار برخورد کرد.»

## شرح

### هنرمندان
- محمدرضا شجریان:خواننده
- کیهان کلهر: آهنگ‌ساز، تنظیم و نوازندهٔ کمانچه و سه‌تار
- حسین بهروزی‌نیا: بربط
- اردوان کامکار: سنتور
- بیژن کامکار: دف و دایره
- مرتضی اعیان: تنبک
- سیامک نعمت‌ناصر: تار
- همایون خسروی: ویولن‌سل
- بهزاد فروهری: نی
- طرح: مژگان شجریان

نوازندگان سازهای محلی
- حاج قربان سلیمانی: دوتار
- علیرضا سلیمانی: دوتار
- علی آبچوری: قوشمه
- حسین ببی: دایره

### فهرست
روی الف
1. سکوت
2. شب کویر
3. ساز وآواز: دوبیتی‌های باباطاهر
4. بارون: بر اساس آوای محلی شمال خراسان

شعر از علی معلم دامغانی
روی ب
1. شرنگ
2. ساز وآواز: غزل عطار
3. طرقه
4. ای عاشقان: غزل از ه.ا. سایه

## ترانه‌ها

### تو که نازنده بالا دلربایی
آواز دشتی، شعر از باباطاهر و عطار

(دشتی بیرجندی)

تو که نازن‍ده بالا دل‍ربای‍ی «آخ»
تو که بی سرمَه چش‍مون سرمَه‌سایی
تو که مُشکین دو گیسو در قفایی
به مو گویی که سرگردون چرایی سرگردون چرایی «داد و بیداد ای دل»
(دشتی بیرجندی)

بمی‍رم تا تو چش‍م تر نبی‍نی «دلربا یار»
شرار آه پرآذر نبی‍نی
چنان از آتش عش‍قت بسوزُم
که از مو رن‍گ خاکستر نِبین‍ی «داد و بیداد»
(دشتی بیرجندی)

دلُم دردی که دارد با که گوی‍د
گنه خود کرده تاوان از که جوی‍د
(دشتی بیرجندی)

دری‍غا نیست هم‍دردی م‍وافق
که بر بخت بَدُم خوش خوش ب‍موید خوش خوش ب‍موی‍د
(دشتی بیرجندی)

گل وصل‍ت فراموشم نگردد
و گر خار از سر گورم بروید
(دشتی بیرجندی)

سیه بخ‍تُم که بخ‍تُم واژگون بی واژگون بی
سیه روزُم که روزُم تی‍ره‌گون بی تی‍ره‌گون بی
شدُم مح‍نت‌کَش کوی مُ‍حِ‍ب‍ت «آخ»
ز دس‍ت دل که یا رب «آخ» که یا رب غرق خون بی غرق خون بی
(درآمد شور محلی)

ز عش‍قِت سوخ‍تُم ای جان کجای‍ی جان ک‍جایی
بمان‍دُم بی سر و سامان ک‍جای‍ی «آخ» کجای‍ی
(درآمد شور محلی)

نه جانی و نه غیر از جان چه چی‍زی «آخ» چه چی‍زی
نه در جان نه برون از جان کجای‍ی «آخ» کجایی ک‍جای‍ی؟

### ببار ای بارون ببار
آواز محلی - مقام درنه (درنا)، شعر از علی معلم دامغانی

ببار ای ابر بهار، ببار ای ابر بهار
ببار ای ابر بهار، با دلم به هوای زلف یار
ببار ای ابر بهار، با دلم به هوای زلف یار
داد و بیداد از این روزگار، داد و بیداد از این روزگار، داد و بیداد از این روزگار
ماه و دادن به شبهای تار، ای بارون
ماه و دادن به شبهای تار، ای بارون
ای بارون، ای بارون
ماه و دادن به شبهای تار، ای بارون
بر کوه و دشت و هامون ببار، ای بارون
ببار ای ابر بهار

ببار ای بارون ببار، با دلم گریه کن خون ببار
در شبهای تیره چون زلف یار، بهر لیلی چو مجنون ببار، ای بارون
دلا خون شو خون ببار، بر کوه و دشت و هامون ببار
دلا خون شو خون ببار، بر کوه و دشت و هامون ببار
به سرخی لبای سرخ یار، به یاد عاشقای این دیار، به داغ عاشقای بی مزار، ای بارون

ببار ای بارون ببار، با دلم گریه کن خون ببار
در شبهای تیره چون زلف یار، بهر لیلی چو مجنون ببار، ای بارون

ببار ای ابر بهار، با دلم به هوای زلف یار
داد و بیداد از این روزگار، ماه و دادن به شبهای تار، ای بارون
ببار ای بارون ببار، با دلم گریه کن خون ببار
در شبهای تیره چون زلف یار، بهر لیلی چو مجنون ببار، ای بارون
دلا خون شو خون ببار، بر کوه و دشت و هامون ببار
دلا خون شو خون ببار، بر کوه و دشت و هامون ببار
به سرخی لبای سرخ یار، به یاد عاشقای این دیار، به داغ عاشقای بی مزار، ای بارون
ببار ای بارون ببار، با دلم گریه کن خون ببار
در شبهای تیره چون زلف یار، بهر لیلی چو مجنون ببار، ای بارون
با دلم گریه کن خون ببار
در شبهای تیره چون زلف یار، بهر لیلی چو مجنون ببار، ای بارون